# Martina Corra
Martina Corra (* 11. Juli 1994) ist eine argentinische Leichtathletin, die sich auf den Siebenkampf spezialisiert hat. 2015 nahm sie für Argentinien an der Sommer-Universiade teil und gewann 2017 bei den Südamerikameisterschaften die Bronzemedaille im Siebenkampf.

## Karriere
Am 21. und 22. Juni 2014 sammelte sie bei den argentinischen Siebenkampf-Meisterschaften in Rosario 4609 Punkte und sicherte sich damit ihren ersten argentinischen Meistertitel. Einen Monat später gewann sie den Titel auch im U23-Bereich. Sie nahm für Argentinien an der Sommer-Universiade 2015 in der südkoreanischen Stadt Gwangju und startete dort im Siebenkampf-Wettbewerb. Sie beendeten den Wettbewerb mit 5250 Punkten und damit mit einer neuen persönlichen Bestleistung. Mit dieser Punktzahl belegte sie in der Endabrechnung den neunten Platz. Am 12. und 13. Dezember 2015 absolvierte sie den Siebenkampf bei den argentinischen Meisterschaften in Mar del Plata und konnte mit 5055 Punkten ihren Titel verteidigen.
Im Jahr 2016 startete sie in Buenos Aires bei den argentinischen Leichtathletik-Meisterschaften im 100-Meter-Hürdenlauf, im Weitsprung und in der 4-mal-100-Meter-Staffel. Während sie im Weitsprung mit 5,30 Metern den sechsten Platz belegte, gewann sie in 14,25 Sekunden den argentinischen Meistertitel im 100-Meter-Hürdenlauf und mit ihrer 4-mal-100-Meter-Staffel in 47,66 Sekunden zudem einen weiteren Meistertitel.
Am 13. und 14. Mai 2017 wurde die argentinische Siebenkampf-Meisterschaft ausgetragen, und sie konnte mit 4862 Punkten zum dritten Mal den argentinischen Meistertitel im Siebenkampf gewinnen. Sie qualifizierte sich zudem für die Leichtathletik-Südamerikameisterschaften 2017, die in der paraguayischen Hauptstadt Asunción ausgetragen wurden. Beim Siebenkampf-Wettbewerb gewann sie hinter der Brasilianerin Tamara de Sousa und der Chilenin Javiera Brahm mit 5026 Punkten die Bronzemedaille.